# (8110) Heath
(8110) Heath (1995 DE2) – planetoida z pasa głównego asteroid okrążająca Słońce w ciągu 4,27 lat w średniej odległości 2,63 au. Odkryta 27 lutego 1995 roku.